# ذيل بشائر أهل الإيمان بفتوحات آل عثمان
ذيل بشائر أهل الإيمان بفتوحات آل عثمان هو مصدر تاريخي من تأليف المؤرخ التونسي حسين خوجة.

## تاريخه
لحسين خوجة كتاب يحمل عنوان بشائر أهل الإيمان بفتوحات آل عثمان وهو يؤرخ للسلاطين العثمانيين من عثمان الأول إلى أحمد الثالث وهو في باديته ترجمة لكتاب المولى مصلح الدين لاري أفندي الذي انتهى فيه إلى عهد سليم الأول وأكمله حسين خوجة من مصادر أخرى. ويتكون من مقدمة وأربعة وعشرين بابا، جعل كل باب منها لأحد السلاطين، أما الباب الأخير من كتاب البشائر فقد سماه ذيل البشائر اهتم فيه بصورة مختصرة بتاريخ تونس من قدوم الأتراك العثمانيين إلى عهد حسين بن علي. وقد خصص لهذا الحاكم فصلا مطولا عنونه فصل في ذكر الأمير الأعظم والباي الأكرم أبي الخيرات المولى حسين بن علي دامت معاليه وحسنت أيامه ولياليه. وقد اعتمد المؤلف على مصلح الدين لاري أفندي صاحب كتاب نصرة الإيمان بفتوحات آل عثمان والوزير السراج صاحب كتاب الحلل السندسية في الأخبار التونسية كما اعتمد بالنسبة للذيل على من عايش من معاصري الأحداث من شيوخه خاصة ومن بينهم أحمد برناز وغيره. وقد طبع كتاب ذيل البشائر لأول مرة عام 1326هـ/ 1908 بإشراف محمد بن الخوجة. ثم قام بتحقيقه الطاهر المعموري اعتمادا على خمس مخطوطات محفوظة بالمكتبة الوطنية التونسية أقدمها منسوخة بتاريخ جمادى الأولى 1196هـ /أفريل 1782 ، وطبع الكتاب من قبل الدار العربية للكتاب في رمضان 1395هـ/ سبتمبر 1975 في 410 صفحة. وقد اعتمد على ذيل البشائر من المؤرخين اللاحقين حمودة بن عبد العزيز صاحب الكتاب الباشي، ومحمد الصغير بن يوسف صاحب المشرع الملكي، وأحمد بن أبي الضياف في إتحافه، ومحمد مخلوف في شجرة النور الزكية في طبقات المالكية.

## المحتوى
يقتصر ذيل بشائر أهل الإيمان بفتوحات آل عثمان على الباب الرابع والعشرين من كتاب البشائر. وهو يهم تاريخ تونس، ويعتبر الجزء الأكثر أصالة بالنسبة لحسين خوجة. وقد بدأه بقوله «وهو كالتذييل لهذا الكتاب، في ذكر استقرار العساكر العثمانية وتصرفاتهم في مدينة تونس، وقطر إفريقية». ثم تحدث عن الحكام واحدا واحدا بدءا من إبراهيم داي مقدما ترجمات موجزة، حيث بلغ عدد تراجمه لا29 تمتد على عشرين صفحة فقط من الكتاب  وخصص لحسين بن علي لوحده فصلا مطولا يمتد على 54 صفحة وقد ذكر فيه إنجازاته وترجم لمعاصريه من العلماء وغيرهم. وقد وزع أولئك العلماء على مدنهم بدءا من القيروان ثم صفاقس، فجزيرة جربة، ثم سوسة، فنفطة وجهة قفصة وباجة، وكان جملتهم 51 عالما. ثم خصص فصلا آخر لعلماء العاصمة من بداية العهد العثماني إلى عصره وقد بلغ عدد المترجم لهم 121 عالما. وخصص الخاتمة لتراجم من يسميهم سادات كرام وأولياء عظام من أهل الطريقة والحقيقة، ممن شاهدنا بركاتهم ونالنا من خيراتهم ونبذة عن مناقبهم من علي مراتبهم نفعنا الله بهم  وهم سبعة، ثم ترجم لمن لاقاهم في رحلته للحج وعددهم ستة. وبذلك فإن هذا الكتاب يحتوي على 185 ترجمة لعلماء ومتصوفة وصلحاء.

## الإشارات المرجعية
1. ↑  حسين خوجة، ذيل بشائر أهل الإيمان بفتوحات آل عثمان، تحقيق وتقديم الطاهر المعموري، الدار العربية للكتاب، تونس 1975، ص 69-70
2. ↑  المصدر نفسه، ص 74-78
3. ↑  المصدر نفسه، ص 71
4. ↑  المصدر نفسه، ص 87
5. ↑  المصدر نفسه، ص 91-109
6. ↑  المصدر نفسه، ص 111-165
7. ↑  المصدر نفسه، ص 275